# Liste der Kulturdenkmale in Ottendorf (bei Kiel)
In der Liste der Kulturdenkmale in Ottendorf sind alle Kulturdenkmale der schleswig-holsteinischen Gemeinde Ottendorf (Kreis Rendsburg-Eckernförde) aufgelistet (Stand: 10. März 2025).

## Legende
In den Spalten befinden sich folgende Informationen:
- Objekt-ID: die Nummer des Kulturdenkmales
- Lage: die Adresse des Kulturdenkmales und die geographischen Koordinaten. Kartenansicht, um Koordinaten zu setzen. In der Kartenansicht sind Kulturdenkmale ohne Koordinaten mit einem roten Marker dargestellt und können in der Karte gesetzt werden. Kulturdenkmale ohne Bild sind mit einem blauen Marker gekennzeichnet, Kulturdenkmale mit Bild mit einem grünen Marker.
- Offizielle Bezeichnung: Bezeichnung des Kulturdenkmales
- Beschreibung: die Beschreibung des Kulturdenkmales
- Bild: ein Bild des Kulturdenkmales

## Sachgesamtheiten
| Objekt-ID     | Lage                                             | Offizielle Bezeichnung | Beschreibung | Bild |
| ------------- | ------------------------------------------------ | ---------------------- | --- | ---- |
| 7067 Wikidata | Heidenberger Weg 20 (54° 20′ 7″ N, 10° 3′ 19″ O) | Thiessenhof            | Hofanlage Thiessenhof; 19. Jh.; das Haupthaus im Kern ein Fachhallenhaus von 1847 mit erhaltenem Fachwerkgiebel, die umliegenden Wirtschaftsgebäude (Scheune, Stall, Backhaus) im weiteren Verlauf des 19. Jh. in Backstein errichtet, gepflasterte Hoffläche - Begründung: geschichtlich, Kulturlandschaft prägend - Schutzumfang: Fachhallenhaus mit Hofpflaster, Scheune, Stall, Backhaus | BW   |

## Bauliche Anlagen
| Objekt-ID      | Lage                                             | Offizielle Bezeichnung | Beschreibung | Bild                             |
| -------------- | ------------------------------------------------ | ---------------------- | --- | -------------------------------- |
| 10 Wikidata    | Dorfstraße 37 (54° 20′ 25″ N, 10° 3′ 4″ O)       | Scheune                | Alteintragung (Aktualisierung vorgesehen) - Begründung: Alteintragung (Aktualisierung vorgesehen) - Schutzumfang: Alteintragung (Aktualisierung vorgesehen) - Denkmaltyp: Bauliche Anlage | weitere Fotos \| Fotos hochladen |
| 44660 Wikidata | Heidenberger Weg 20 (54° 20′ 6″ N, 10° 3′ 18″ O) | Fachhallenhaus         | ehem. Wohn- und Wirtschaftsgebäude; 1847; Zweiständerbau mit großer Diele und Wohnfach, Wirtschaftsgiebel mit Bauerntanzmotiv über der Grootdör in Fachwerk, die übrigen Außenwände massiv erneuert, zugehörige Hoffläche mit historischer Pflasterung - Begründung: geschichtlich, Kulturlandschaft prägend - Schutzumfang: Fachhallenhaus, Hofpflaster - Denkmaltyp: Bauliche Anlage, Sachgesamtheit: Thiessenhof | Fotos hochladen                  |
| 3514 Wikidata  | Ottendorfer Weg 24 (54° 20′ 24″ N, 10° 3′ 45″ O) | Fachhallenhaus         | Alteintragung (Aktualisierung vorgesehen) - Begründung: geschichtlich, wissenschaftlich, Kulturlandschaft prägend - Schutzumfang: gesamtes Objekt - Denkmaltyp: Bauliche Anlage | weitere Fotos \| Fotos hochladen |

## Quelle
- Liste der Kulturdenkmale in Schleswig-Holstein – Kreis Rendsburg-Eckernförde

- Karte mit allen Koordinaten:
- OSM |
- WikiMap